# Karl Valentin

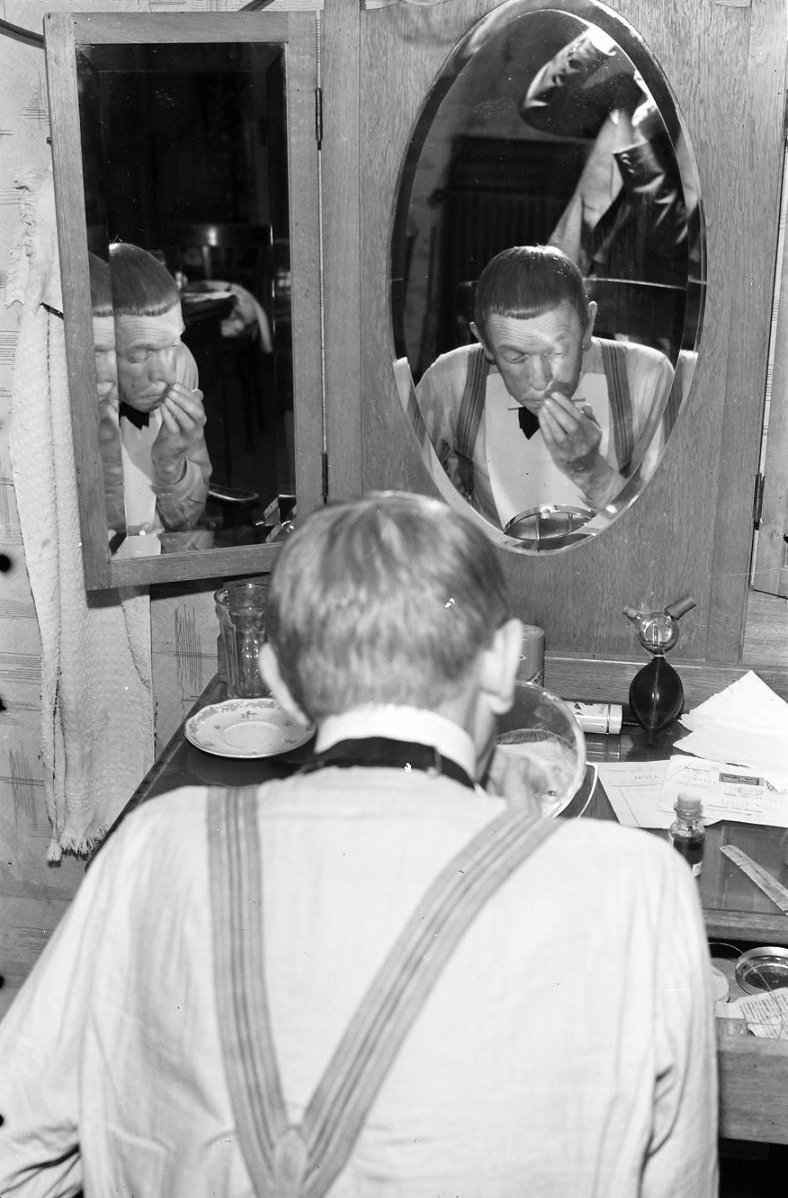
Valentin maquillándose

Karl Valentin (Múnich, Imperio alemán; 4 de junio de 1882-Planegg, Alemania; 9 de febrero de 1948) fue un humorista, cantante, autor y actor y productor cinematográfico alemán. 
Con su humor influyó en numerosos artistas posteriores, como fue el caso de Bertolt Brecht, Samuel Beckett,Loriot, Gerhard Polt y Helge Schneider.

## Estilo, humor y tragedia de Valentin

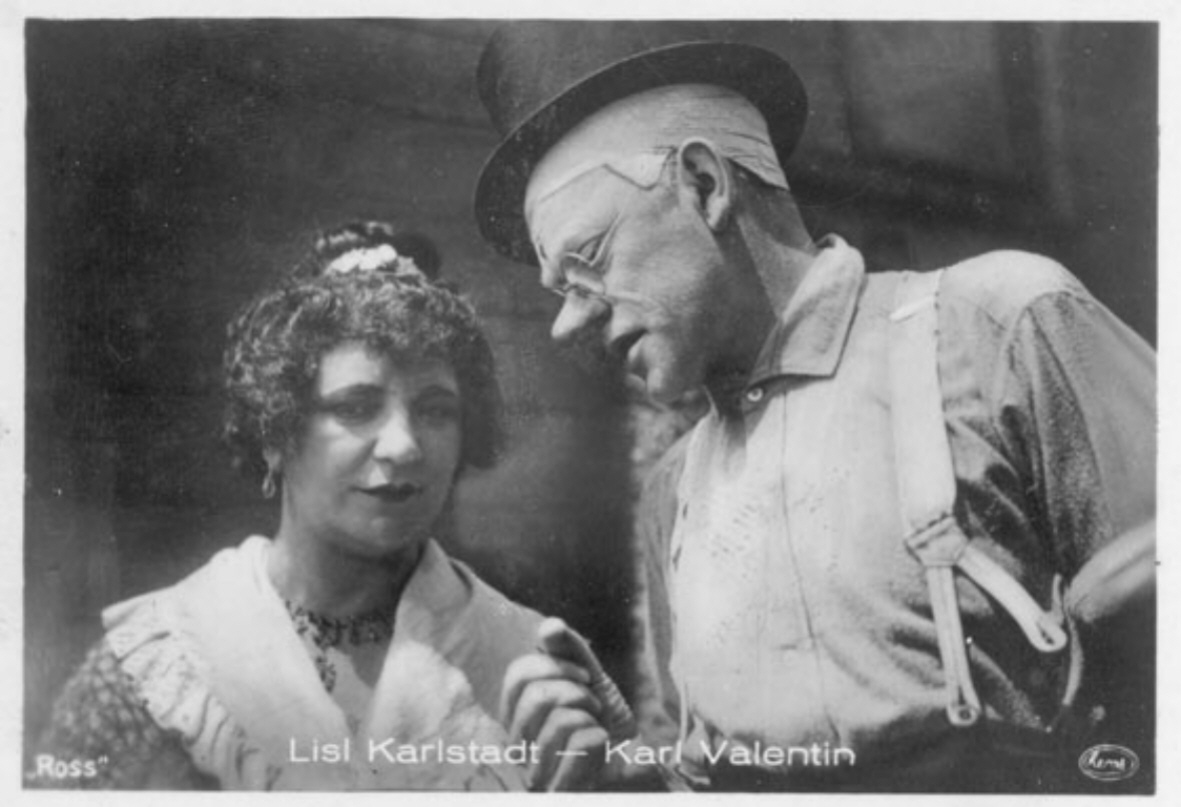
La pareja cómica Karlstadt y Valentin en 1933

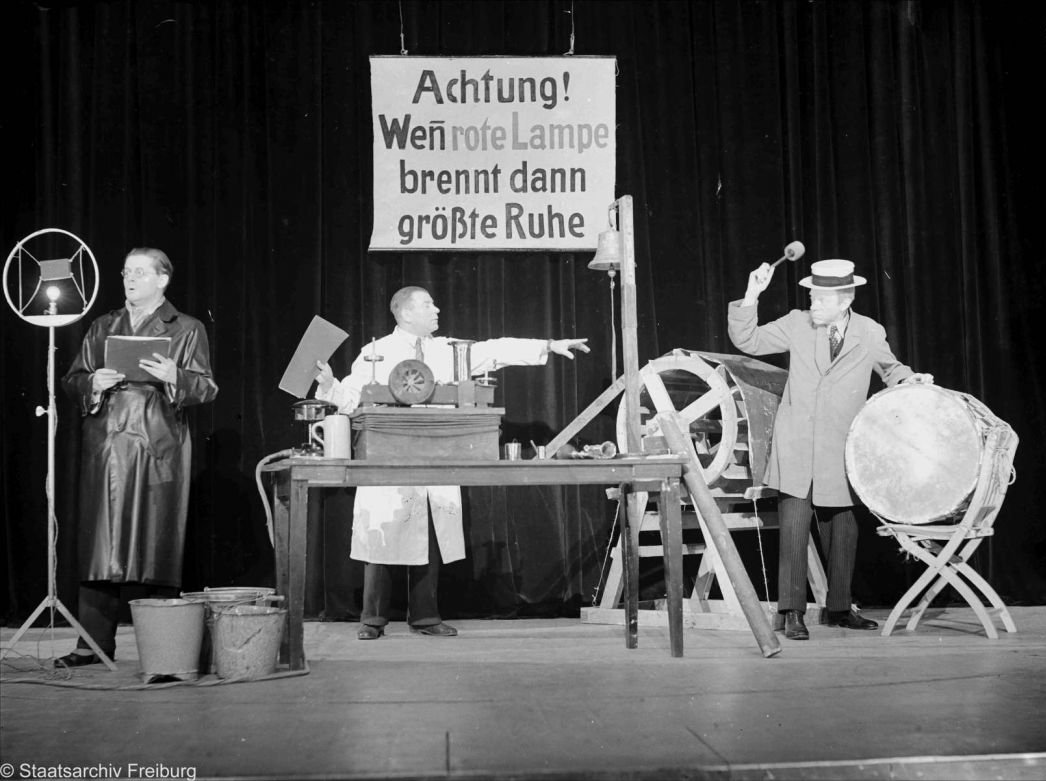
Representación en el Kabarett der Komiker, con Valentin a la derecha (1936)

En su arte escénico estuvo cercano al dadaísmo, pero también al expresionismo, aunque se distanció de ambos estilos. Valentin se hacía llamar humorista, comediante y dramaturgo. Su humor se basaba en un lenguaje artístico „anarquista “, siendo elogiado en 1924 por el crítico Alfred Kerr, que dijo de él que era un Wortzerklauberer, una persona que disecciona el lenguaje  hasta alcanzar su significado más profundo.
El humor de Valentin se apoyaba en su físico largo y demacrado, que enfatizó en números similares al slapstick. El pesimismo y la tragedia de sus números se basaba en la lucha constante con las cosas cotidianas, como la confrontación con las autoridades o con otras personas, algo que él también experimentó. 
La compañera artística de mayor importancia en su carrera fue Liesl Karlstadt. Con ella triunfó en Múnich en 1911, actuando juntos a partir de entonces en numerosas actuaciones. Una debilidad de Valentin fue su exposición Panoptikum, un gabinete de curiosidades  que no fue rentable, y que arruinó a él y a Liesl Karlstadt.
No fue hasta 55 años después de su muerte que el sello musical de Múnich Trikont publicó su obra acústica completa en ocho Compact Disc, junto con un libro de 150 páginas con textos de Herbert Achternbusch o Christoph Schlingensief.

## Biografía

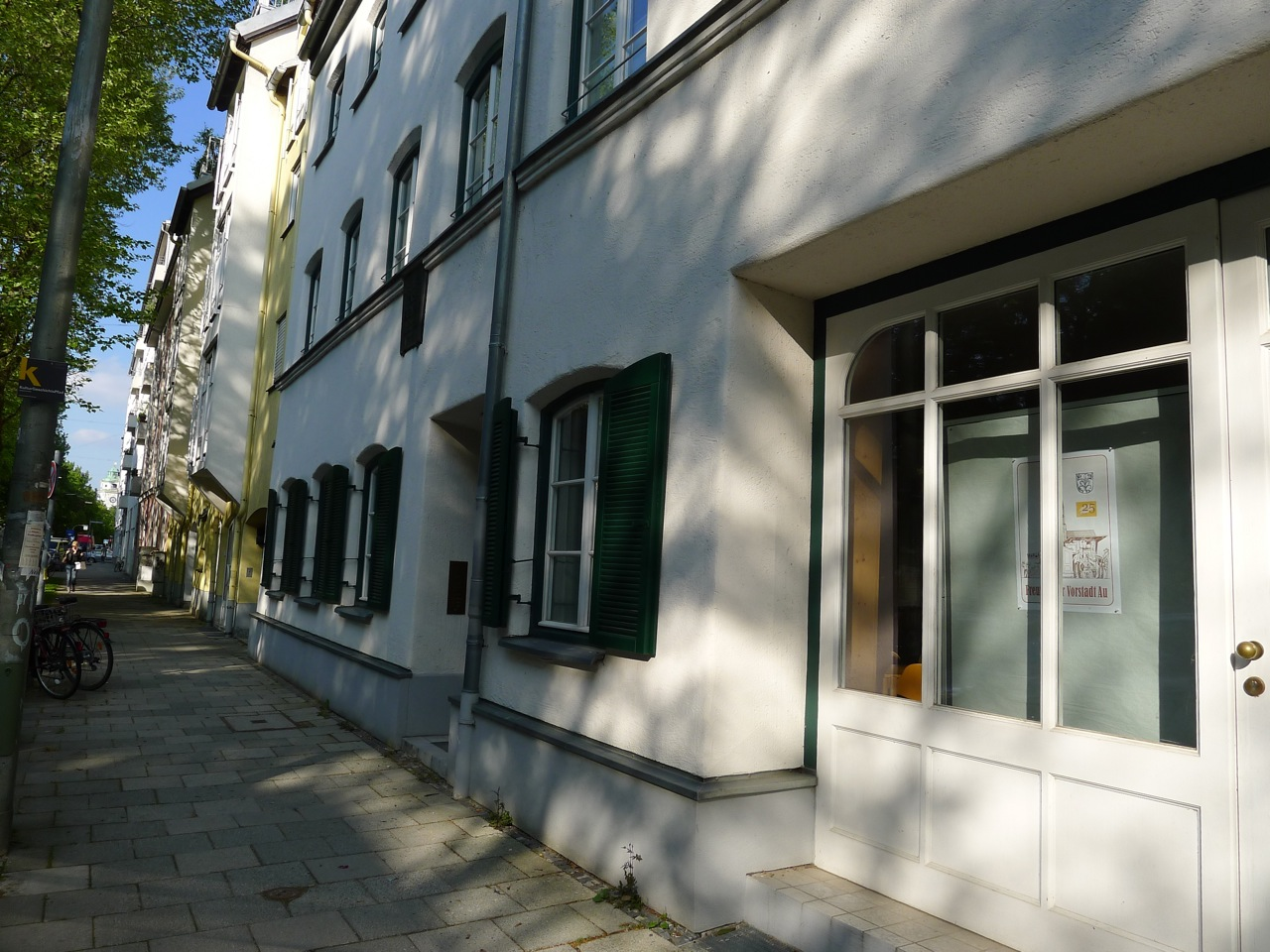
Lugar de nacimiento de Karl Valentin en Isargasse 45, actual Zeppelinstraße 41 (2011)

Su verdadero nombre era Valentin Ludwig Fey, y nació en Múnich, Alemania. Se crio en el barrio muniqués de Au como hijo único, ya que una hermana y dos hermanos mayores murieron al poco de nacer.Tras la escuela secundaria (1888–1895), de la que hablaba como una „penitenciaría“, hizo un aprendizaje de carpintería, siendo un trabajador cualificado hasta el año 1901. Aun así, en esa época ya hizo algunas actuaciones como humorista. Una relación con Gisela Royes (1881–1956) finalizó en el año 1911 en matrimonio. La pareja tuvo dos hijas, Gisela (1905–2000) y Bertha (1910–1985). 
En 1902 actuó en un espectáculo de variedades en Núremberg, utilizando por vez primera el nombre „Karl Valentin“. Tras fallecer su padre, Valentin se hizo cargo junto a su madre de la gerencia de la empresa de transportes Falk & Fey. En 1906 la compañía quebró, y junto a su madre se mudó a Zittau.
Tras una exitosa gira por varias ciudades, Valentin regresó en 1908 a Múnich, donde escribió el monólogo Das Aquarium. Tuvo un compromiso como artista y cantante en el „Frankfurter Hof“, lo cual dio fin a sus dificultades financieras. En esa época Valentin fue desarrollando su grotesco lenguaje corporal y la autoironía con la cual se ganó al público. En 1911 conoció a Elisabeth Wellano, que se convirtió en su compañera teatral con el nombre artístico de Liesl Karlstadt.
A partir de 1912, Valentin, que había establecido una compañía cinematográfica propia en Múnich, actuó en unos 40 cortometrajes, algunos de ellos filmados a partir de sus números. En 1929 actuó en su última película muda, Der Sonderling. Desde el año 1914 organizó su programa teatral Tingeltangel (que incluía el número Die Orchesterprobe) que tuvo dos docenas de versiones posteriores.
Debido a que padecía asma, no hubo de servir durante la Primera Guerra Mundial. En esos años escribió parodias y canciones triviales sobre la guerra. En 1915 Valentin fue director del cabaret de Múnich Wien-München.
En el año 1922 intervino en la obra de Bertolt Brecht Tambores en la noche, representada en el Teatro de Cámara de Múnich. Brecht era muy amigo de Valentin, a quien apreciaba como artista. La colaboración influyó en el trabajo posterior de Brecht. Valentin protagonizó la película muda surrealista Mysterien eines Frisiersalons, dirigida por Brecht y Erich Engel, en la cual actuaban Karlstadt y Blandine Ebinger. En 1922 y 1923 hizo sus primeras actuaciones en el extranjero, en Zúrich y Viena, y entre 1924 y 1938 hizo diferentes actuaciones como invitado en Berlín. Alfred Kerr y Kurt Tucholsky lo describieron en esa época como un entusiasta „pensador de la izquierda“.
En 1931 Karl Valentin abrió su propio teatro (Goethe-Saal) en la Leopoldstrasse de Múnich, que hubo de cerrar a las ocho semanas por el empeño de Valentin de utilizar una colilla encendida en uno de sus números, contra la norma contraincendios. En 1932 actuó en su primera película sonora Die verkaufte Braut, dirigida por Max Ophüls, y en 1933 participó en el corto Orchesterprobe.
En 1934 abrió su Panoptikum, que cerró a los dos meses, intentando nuevamente abrirlo en 1935. Valentin perdió sus ahorros y los de Karlstadt, todo lo cual produjo a la actriz una crisis nerviosa que la obligó a descansar durante mucho tiempo.

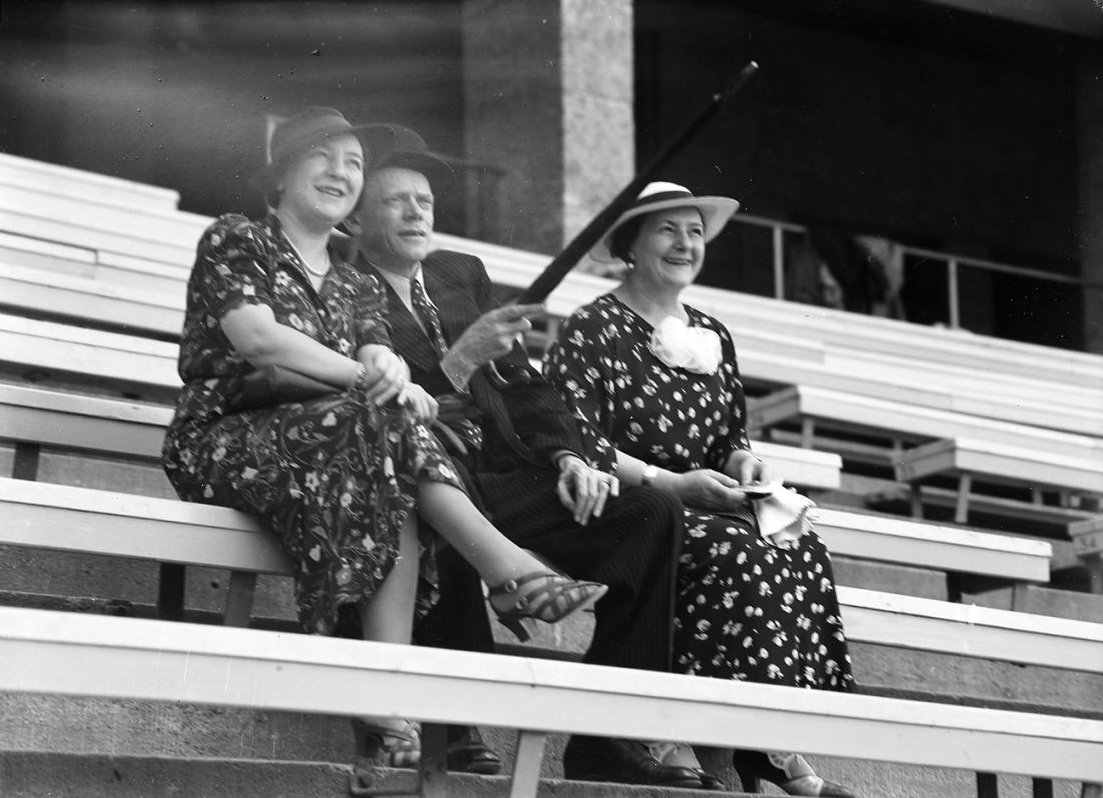
Estadio Olímpico de Berlín en 1936: Liesl Karlstadt (izq.), Karl Valentin y una acompañante

Valentin era ingenuamente escéptico sobre el régimen Nazi. Tras el desastre del Panoptikum y por falta de fondos hubo de escribir en la publicación de propaganda Münchner Feldpost sobre temas no políticos, no rehuyendo hacer sátiras como „Auf zum Endsieg“ o „Das letzte Aufgebot“. En el año 2007 Der Spiegel informó que Valentin había denunciado al director Walter Jerven, al afirmar que era realmente Samuel Wucherpfennig. Sin embargo, a los cuatro días Walter Jerven pudo entregar el certificado ario (Ariernachweis). Según la biografía de Gunna Wendt sobre Liesl Karlstadt, Karl Valentin habría denunciado sin consecuencias contra el escritor Eugen Roth.
El director Jacob Geis rodó en 1936 con Valentin y Karlstadt Die Erbschaft. El régimen Nazi prohibió la película por su tendencia a la miseria, siendo la misma estrenada en 1976.
A partir de 1939 Valentin tuvo una nueva compañera en el escenario, además de amante: Annemarie Fischer, de 35 años, que reemplazó a Liesl Karlstadt en sus actuaciones. En esa época abrió Ritterspelunke, una mezcla de teatro y Panoptikum, y que hubo de cerrar en junio de 1940. Valentin tuvo una última actuación de importancia junto a Liesl Karlstadt en 1940, en el Deutsches Theater de Múnich.
Entre 1941 y 1947 Valentin no hizo apariciones públicas, escribiendo poemas y diálogos que no llegó a realizar. En 1941 la familia se mudó a una casa en el suburbio de Planegg. Su domicilio fue destruido durante un bombardeo, y para subsistir hubo de trabajar en artículos del hogar a partir de 1945. La serie radiofónica dramática Es dreht sich um Karl Valentin hubo de cancelarse tras cinco episodios por ser demasiado pesimista para el público.
En 1947 y 1948, tras varios años de separación, Karl Valentin reapareció junto a Liesl Karlstadt. Sin embargo, el éxito no les alcanzó de nuevo, y Valentin falleció en febrero de 1948 en Planegg a causa de una neumonía. El actor se vio atrapado accidentalmente en un teatro en la Wörthstraße y hubo de pasar la noche sin calefacción. Dos días después de su muerte fue enterrado. En su funeral no hubo ningún representante de la ciudad o el teatro de Múnich. Olvidado mucho antes de su muerte, Valentin fue redescubierto muchos años después como uno de los grandes cómicos alemanes del siglo XX. Su tumba se encuentra en el Cementerio de Planegg, Múnich.

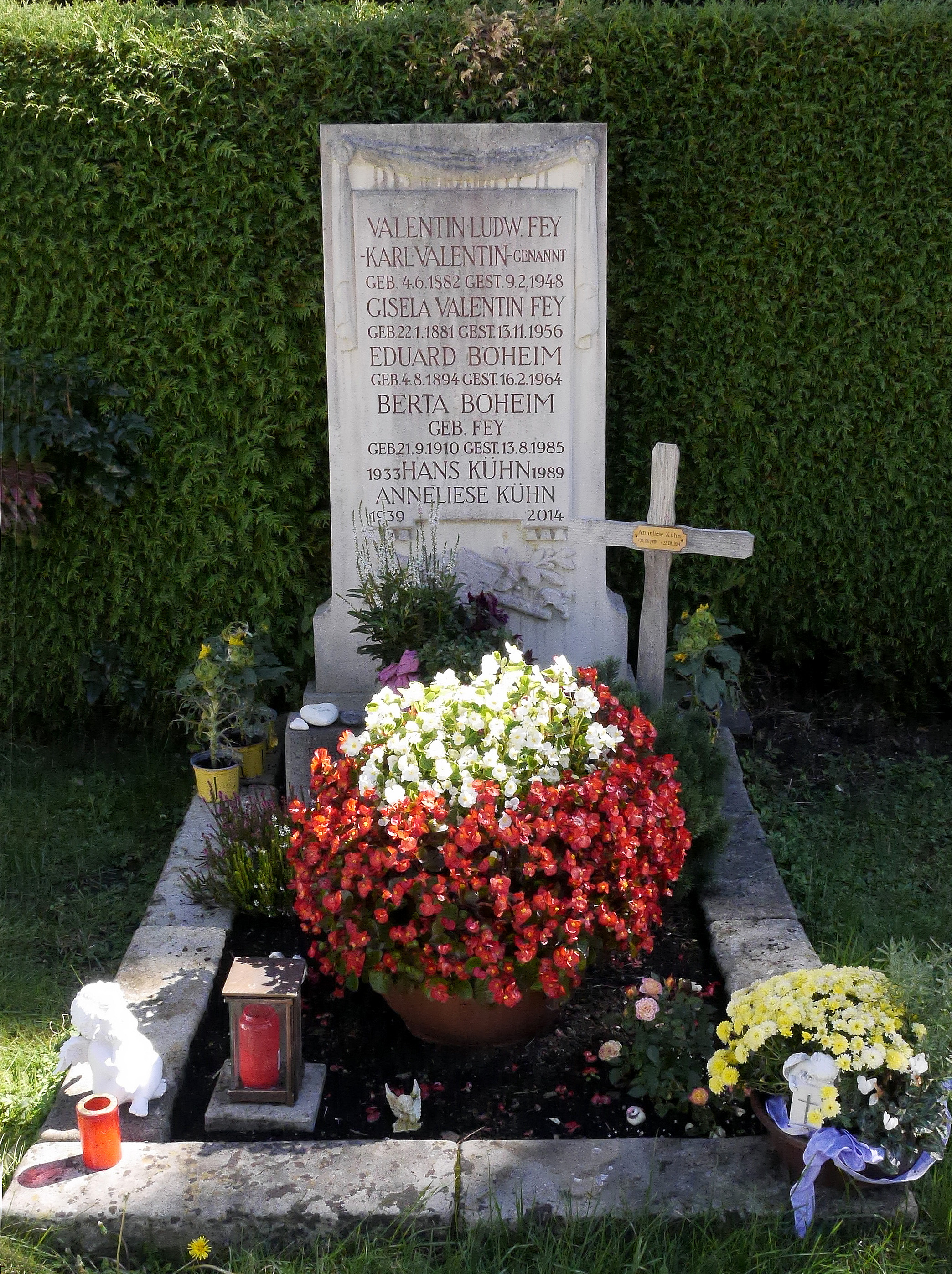
Tumba de Karl Valentin en Planegg (2015)

## Obra

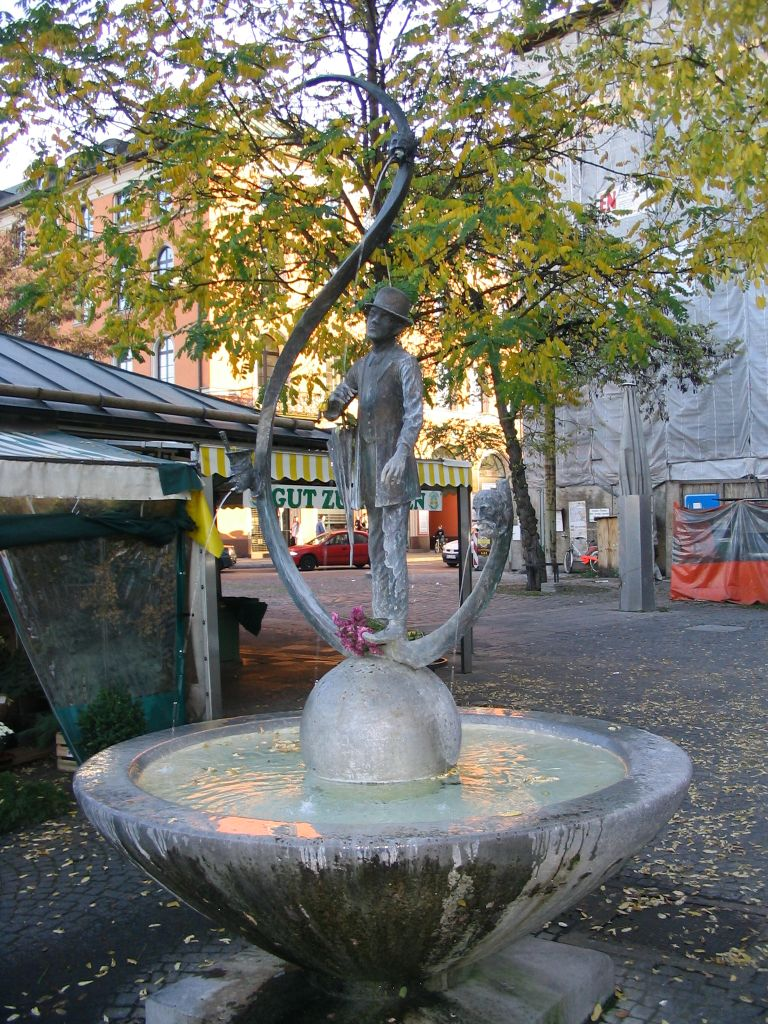
Fuente de Karl Valentin en el Viktualienmarkt (2004)

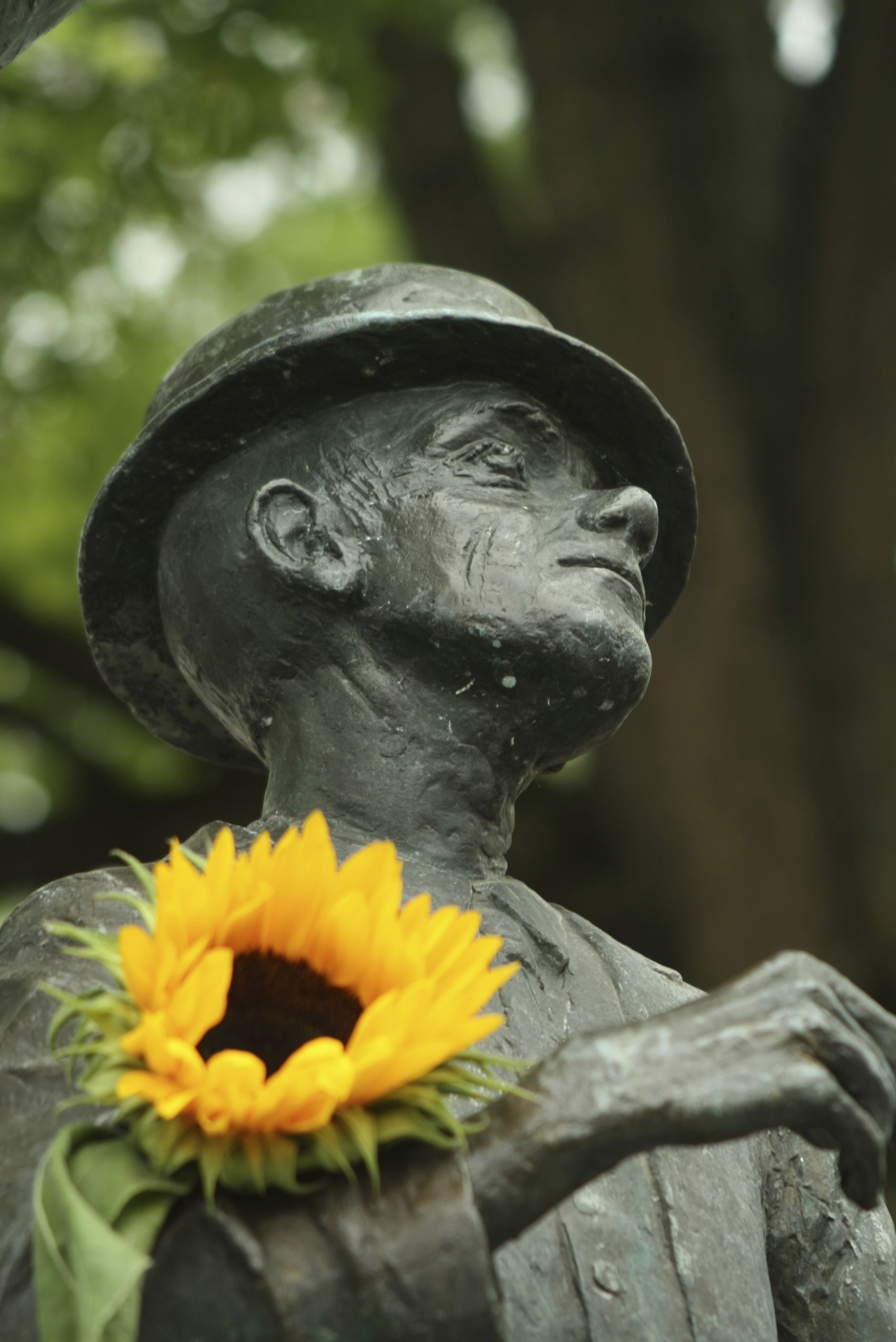
Detalle de la fuente de Karl Valentin

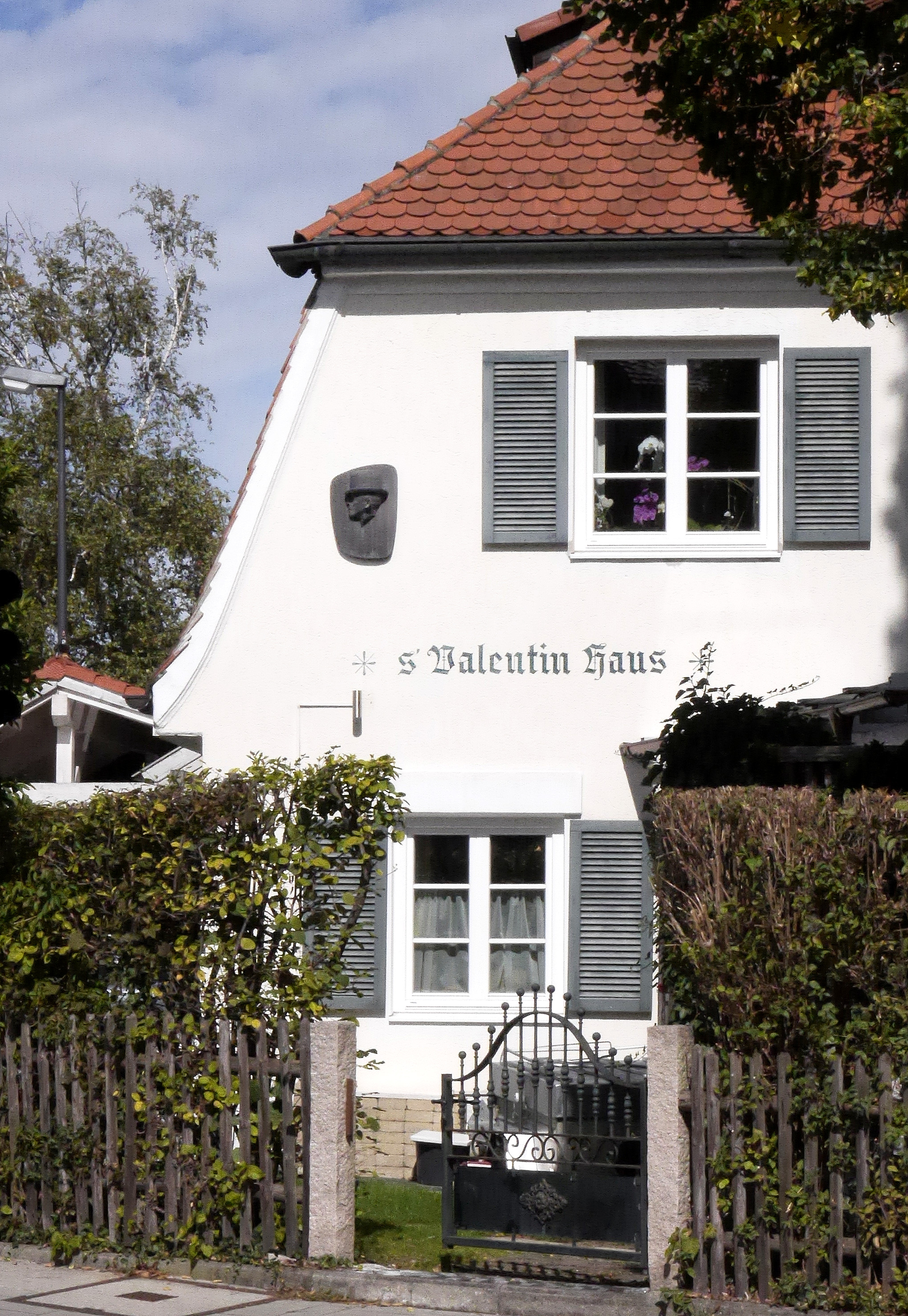
Casa de Karl Valentin en Planegg

### Cortometrajes
- 1912 o 1913 : Karl Valentins Hochzeit
- 1912 : Die lustigen Vagabunden
- 1913 o 1914 : Der neue Schreibtisch
- 1921 : Die Schönheitskonkurrenz oder: Das Urteil des Paris
- 1921 : Der entflohene Hauptdarsteller
- 1922 : Mysterien eines Frisiersalons
- 1923 : Auf dem Oktoberfest
- 1929 : Der Feuerwehrtrompeter
- 1932 : Im Photoatelier
- 1933 : Orchesterprobe
- 1934 : Der Zithervirtuose
- 1934 : Es knallt
- 1934 : Der verhexte Scheinwerfer
- 1934 : Im Schallplattenladen
- 1934 : Der Theaterbesuch
- 1934 : So ein Theater!
- 1934 : Der Firmling
- 1936 : Musik zu zweien
- 1936 : Die Erbschaft
- 1936 : Strassenmusik
- 1936 : Ein verhängnisvolles Geigensolo
- 1936 : Die karierte Weste
- 1936 : Beim Rechtsanwalt
- 1936 : Beim Nervenarzt
- 1936 : Der Bittsteller
- 1937 : Ewig Dein
- 1937 o 1938 : Selbst Valentin macht mit
- 1937 o 1938 : Nur nicht drängeln
- 1938 : München
- 1938 : Der Antennendraht
- 1941 : In der Apotheke

### Largometrajes
- 1920 : Der Kinematograph
- 1929 : Der Sonderling
- 1932 : Die verkaufte Braut
- 1935 : Kirschen in Nachbars Garten
- 1936 : Donner, Blitz und Sonnenschein

### Radio (selección)
- Buchbinder Wanninger
- Radfahrer und Verkehrsschutzmann
- Der Trompeter von Säckingen
- Die Brille
- Das Aquarium
- Der Ententraum
- Der Hutladen
- Der Schäfflertanz
- Der verlorene Brillantring
- Die gestrige Zeitung
- Der Notenwart
- Der neue Buchhalter
- Das Brilliantfeuerwerk
- Semmelnknödeln
- Der Spritzbrunnenaufdreher

### Canciones (selección)
- Die alten Rittersleut
- Das Lied vom Sonntag

## Grabaciones

### DVD
- Karl Valentin und Liesl Karlstadt: Die Kurzfilme (3 DVD), Múnich 2002, Verlag Film101
- Karl Valentin und Liesl Karlstadt: Die Spielfilme (3 DVD), Múnich 2004, Verlag Film101
- Karl Valentin und Liesl Karlstadt: Die beliebtesten Kurzfilme, Múnich 2006, Verlag Film101
- Karl Valentin und Liesl Karlstadt: Die Kurzfilme – Neuedition (3 DVD) Múnich 2008, Verlag Film101

### Obras completas
- Sämtliche Werke in 8 Bänden. Hrsg. von Helmut Bachmaier u. Manfred Faust. Piper, Múnich
  - Bd. 1: Monólogos y escenas en solitario. 1992 ISBN 3-492-03401-2.
  - Bd. 2: Cuplés. 1994 ISBN 3-492-03402-0.
  - Bd. 3: Escenas. 1995, ISBN 3-492-03403-9.
  - Bd. 4: Diálogos. 1995, ISBN 3-492-03404-7.
  - Bd. 5: Piezas. 1997, ISBN 3-492-03408-X.
  - Bd. 6: Letras. 1991, ISBN 3-492-03406-3.
  - Bd. 7: Autobiografía, miscelánea. 1996, ISBN 3-492-03407-1.
  - Bd. 8: Cine. 1995, ISBN 3-492-03405-5.
  - Documentos. 1997, ISBN 3-492-03977-4.

### Audiolibros
- Sie sind ein witziger Bold / KARL VALENTIN. Random house Audio, Colonia 2007, ISBN 978-3-86604-671-9.
- Der unbekannte Valentin. Con Gerhard Polt, Gisela Schneeberger y Biermösl Blosn. Dirección de Jürgen Geers. Kein & Aber Records, Zúrich 2002, ISBN 3-0369-1118-9.
- Auf geht’s zur Wiesn! Hier bin ich Mensch, hier darf ich’s sein … ein Oktoberfestspaziergang. con Karl Valentin … Dirección de Hanns Christian Müller. Megaeins, Berlín/ Múnich 2004, ISBN 3-9809826-0-2.
- Der Firmling: und andere Querelen. Con Karl Valentin y Liesl Karlstadt. Der Hörverlag, Múnich 2002, ISBN 3-89940-008-9.
- Karl Valentin Höredition:
- Karl Valentin und die Frauen. Der Hörverlag, Múnich 2007, ISBN 978-3-86717-048-2.
- Karl Valentin und die Gesundheit. Der Hörverlag, Múnich 2007, ISBN 978-3-86717-047-5.
- Karl Valentin und die Musik. Der Hörverlag, Múnich 2007, ISBN 978-3-86717-050-5.
- Karl Valentins sprachliche Wirrungen. Der Hörverlag, Múnich 2007, ISBN 978-3-86717-049-9.
- Karl Valentins wahrhaftige Weltbetrachtung. Der Hörverlag, Múnich 2007, ISBN 978-3-86717-046-8.
- Karl Valentin – Im Besonderen.  Der Hörverlag, Múnich 2007, ISBN 978-3-86717-051-2.
- Karl Valentin und Liesl Karlstadt – Aufnahmen aus den Jahren 1927–1949. Preiser Records, Viena:
  - 1ª parte: 1992, ISBN 3-902027-43-6.
  - 2ª parte: 1996, ISBN 3-902027-77-0.
  - 3ª parte: 1998, ISBN 3-902027-88-6.
  - 3ª parte: 2000, ISBN 3-902028-99-8.
- Karl Valentin und Liesl Karlstadt: ein Porträt. Dirección de Ferdinand Ludwig. Hessischer Rundfunk, Fráncfort 2000, ISBN 3-89844-205-5.
- Geschichten aus der Nachkriegszeit. Der Hörverlag, Múnich 1995, ISBN 3-89584-107-2.
- Andreas Koll, Achim Bergmann (Hrsg.): Karl Valentin – Gesamtausgabe Ton: 1928–1947. Trikont, Múnich 2002, ISBN 3-89898-300-5.
- Monika Dimpfl, Achim Bergmann (Hrsg.): Liesl Karlstadt. Verrückte Märchen und komische Lieder. Aufnahmen 1919–1955. Trikont, Múnich 2001.
- Unerhörtes von Karl Valentin. TeBiTo, Pliening 2002, ISBN 3-934044-56-5.
- Das Leben des Karl Valentin. Audiobuch Verlag, 2004, ISBN 3-89964-071-3.
- Der unbekannte Valentin. Verlag kein & aber, Zúrich 2002, ISBN 3-0369-1118-9.

## Filmes sobre Karl Valentin
- Karl Valentin: Wahnwitz & Widersinn. Bayerischer Rundfunk 2004, 45 min, Autor: F. X. Karl
- Karl Valentin – Ein Hungerkünstler. 60 Min., de Franz Xaver Karl, BR/SWR, Primera emisión: 3 de febrero de 2005
- Liesl Karlstadt und Karl Valentin. Largometraje de Jo Baier, Producción de BR. Con Johannes Herrschmann y Hannah Herzsprung u. a. Estrenado el 25 de junio de 2008 en el Festival de cine de Múnich.

## Literatura sobre Karl Valentin

### Biografías
- Matthias Biskupek: Karl Valentin. Eine Bildbiographie. Gustav Kiepenheuer, Leipzig 1993, ISBN 3-378-00546-7.
- Monika Dimpfl: Karl Valentin. Biografie. Deutscher Taschenbuch-Verlag, Múnich 2007, ISBN 978-3-423-24611-8.
- Roland Keller: Karl Valentin und seine Filme. Heyne, Múnich 1996, ISBN 3-453-10859-0.
- Josef Memminger: Karl Valentin. Der grantige Clown. Pustet, Ratisbona 2011, ISBN 978-3-7917-2309-9
- Michael Schulte: Karl Valentin. Mit Selbstzeugnissen und Bilddokumenten dargestellt. 6. Auflage. Rowohlt, Reinbek bei Hamburg 2000, ISBN 3-499-50144-9.
- Michael Schulte: Karl Valentin. Eine Biographie. Hoffmann & Campe, Hamburgo 1982, ISBN 3-455-06600-3.
- Michael Schulte: Das Leben des Karl Valentin. Eine klingende Biographie mit zahlreichen Originalaufnahmen. Locutor: Walter Schmidinger, Josef Bierbichler u. a. 7 CDs. Jubiläumsedition. Audiolibro, Friburgo de Brisgovia 2004, ISBN 3-89964-071-3.
- Michael Schulte, Peter Syr (Hrsg.): Karl Valentins Filme. Alle 29 Filme, 12 Fragmente, 344 Bilder, Texte, Filmographie. Piper, Múnich u. a. 1989, ISBN 3-492-10996-9.
- Wolfgang Till (Hrsg.): Karl Valentin. Volkssänger? DADAist? Catálogo de la Exposición 100 años de Karl Valentin en el Museo de la Ciudad de Múnich, 2 de julio a 3 de octubre de 1982. Schirmer-Mosel, Múnich 1982, ISBN 3-88814-106-0.
- Bertl Valentin: Du bleibst da, und zwar sofort! Mein Vater Karl Valentin. R. Piper & Co. Verlag, Múnich 1971, ISBN 3-492-01897-1.
- Alfons Schweiggert: Ein g'schpinnerter Teifi : Karl Valentins letzte Jahre, Múnich: München-Verl., 2013, ISBN 978-3-7630-4004-9

### Otros textos
- Helmut Bachmaier (Hrsg.): Kurzer Rede langer Sinn. Piper, Múnich u. a. 1990, ISBN 3-492-10907-1.
- Richard Bauer (Hrsg.): Das alte München. Photographien 1855–1912. Gesammelt von Karl Valentin. Schirmer-Mosel, Múnich 1982, ISBN 3-88814-108-7.
- Richard Bauer, Eva Graf: Karl Valentins München: Stereoskop-Photographien von 1855 bis 1880. Heinrich Hugendubel-Verlag, Kreuzlingen / Múnich 2007, ISBN 978-3-7205-3044-6.
- Monika Dimpfl: „… die Ungeheuerlichkeiten dieses verbohrten Hirns.“ Die Geschichte von Karl Valentin’s Panoptikum. Bayerischer Rundfunk, Múnich 2005.
- Erich Engels: Philosophie am Mistbeet. Ein Karl-Valentin-Buch. Süddeutscher Verlag, Múnich 1969.
- Wilfried Feldhütter: „Schneiden Sie auch rote Haar?“ Karl Valentin und Bertolt Brecht. Ein szenisches Doppelporträt. Bayerischer Rundfunk, Múnich 1986.
- VALENTIN, Karl. En: Günter Formery: Das große Lexikon der Ansichtskarten: eine Enzyklopädie der Philokartie, Phil Creativ, Schwalmtal 2018, ISBN 978-3-928277-21-1, S. 330
- Michael Glasmeier: Karl Valentin. Der Komiker und die Künste. Carl Hanser Verlag, Múnich u. a. 1987, ISBN 3-446-14999-6.
- Klaus Gronenborn: Karl Valentin. Filmpionier und Medienhandwerker. Henschel Verlag u. a., Berlín u. a. 2007, ISBN 978-3-89487-588-6.
- Haus der Bayerischen Geschichte, Museo Valentin-Karlstadt (Hrsg.): An jedem Eck a Gaudi. Karl Valentin, Liesl Karlstadt und die Volkssänger. Edition Bayern, Sonderheft 4. Verlag Friedrich Pustet, Ratisbona 2011, ISBN 978-3-7917-2401-0.
- Axel Hauff: Die Katastrophen des Karl Valentin. Argument-Verlag, Berlín 1978; Die einverständigen Katastrophen des Karl Valentin. (aus : Argument-Sonderband AS3, 1976 : "Vom Faustuns bis Karl Valentin. Der Bürger in Geschichte und Literatur")
- Wilhelm Hausenstein: Die Masken des Münchner Komikers Karl Valentin. Alber, Múnich 1948 (2. Auflage. als: Die Masken des Komikers Karl Valentin. Süddeutscher Verlag, Múnich 1978, ISBN 3-7991-5894-4).
- Roland Keller: Karl Valentin und seine Filme. Heyne, Múnich 1996, ISBN 3-453-10859-0 (Heyne-Bücher 32 = Heyne-Filmbibliothek 239).
- Gudrun Köhl, Erich Ortenau: Karl Valentin in der Geschichte der Komiker. Unverhau, Múnich 1984, ISBN 3-920530-76-4 (Schriftenreihe des Valentin-Musäums).
- Anneliese Kühn: Mein Opa Karl Valentin. Rosenheimer Verlagshaus, Rosenheim 2008, ISBN 978-3-475-53952-7.
- Elisabeth Münz, Erwin Münz (Hrsg.): Geschriebenes von und an Karl Valentin. Eine Materialiensammlung 1903 bis 1948. Vorwort von Hans-Reinhard Müller. Süddeutscher Verlag, Múnich 1978, ISBN 3-7991-6020-5.
- Klaus Pemsel: Karl Valentin im Umfeld der Münchner Volkssängerbühnen und Varietés. Unverhau, Múnich 1981, ISBN 3-920530-60-8 (Schriftenreihe des Valentin-Volkssänger-Musäums), (Zugleich: Múnich, Univ., Diss., 1980).
- Alfons Schweiggert: Karl Valentins Panoptikum. Wie es ächt gewesen ist. Süddeutscher Verlag, Múnich 1985, ISBN 3-7991-6256-9.
- Alfons Schweiggert: Ja lachen Sie nur. Die schönsten Karl Valentin-Anekdoten und – Witze. Bayerland, Dachau 1996, ISBN 3-89251-223-X.
- Alfons Schweiggert: Karl Valentin und die Frauen. Ehrenwirth, Múnich 1997, ISBN 3-431-03519-1.
- Alfons Schweiggert: Karl Valentins Stummzeit. Grünwalder und Planegger Jahre 1941 bis 1945. Buchendorfer Verlag, Múnich 1998, ISBN 3-927984-73-6.
- Alfons Schweiggert: Karl Valentin. Der Münchnerischste aller Münchner. MünchenVerlag, Múnich 2007, ISBN 978-3-937090-15-3.
- Alfons Schweiggert: Was gibt´s da zum Lachen. Neue Valentin-Anekdoten und –Witze. Bayerland, Dachau 2008, ISBN 978-3-89251-391-9.
- Alfons Schweiggert: Karl Valentin und die Politik oder die Einmischung in die Nichteinmischung. Mit einem Vorwort von Gerhard Polt. Verlag St. Michaelsbund, Múnich 2011, ISBN 978-3-939905-84-4.
- Alfons Schweiggert: Karl Valentin. Ich bin ja auch kein Mensch. Ich bin ein Bayer. Unbekanntes, Skurriles, Rätselhaftes. Husum Verlag, Husum 2011, ISBN 978-3-89876-577-0.
- Helmut Schwimmer: Karl Valentin. Eine Analyse seines Werkes mit einem Curriculum und Modellen für den Deutschunterricht. Oldenbourg, Múnich 1977, ISBN 3-486-03401-4 (Analysen zur deutschen Sprache und Literatur).
- Armgard Seegers: Komik bei Karl Valentin. Die sozialen Mißverhältnisse des Kleinbürgers. Pahl-Rugenstein, Colonia 1983, ISBN 3-7609-5137-6 (Pahl-Rugenstein-Hochschulschriften Gesellschafts- und Naturwissenschaften 137), (Zugleich: Hamburg, Univ., Diss., 1982).
- Gabriele Stadler: Das tragikomische Paar Liesl Karlstadt und Karl Valentin. Bayerischer Rundfunk, Múnich 1990.
- Friedrich Tulzer: Karl Valentin und die Konstituenten seiner Komik. Heinz, Stuttgart 1987, ISBN 3-88099-189-8 (Stuttgarter Arbeiten zur Germanistik 185), (Zugleich: Viena, Univ., Diss., 1986).
- Karl Valentin:  Mögen hätt' ich schon wollen – Skurrile Sprüche & Bilder. Rosenheimer Verlagshaus, Rosenheim 2007, ISBN 978-3-475-53843-8.
- Martin Maier SJ: Der Mensch ist gut, nur die Leute sind schlecht. Mit Karl Valentin Sinn und Wahnsinn des Lebens entschlüsseln. Herder, Friburgo 2012, ISBN 978-3-451-32497-0.